# 1978 en animation asiatique
Voir aussi: 1978 au cinéma - 1978 à la télévision
1977 en animation asiatique - 1978 en animation asiatique - 1979 en animation asiatique

## Principales diffusions au Japon

### Films
- 3 mai : Hoshi no Orufeusu (ja)
- 11 mars : Chirin no Suzu (ja)
- 18 mars : Sekai Meisaku Dōwa: Oyayubi-hime (ja)
- 14 juillet : Saraba Uchū Senkan Yamato Ai no Senshitachi (ja)

### Séries télévisées
- 1er janvier : Perrine monogatari
- 6 mars : Majokko Chikkuru (ja)
- 14 mars : Albator, le corsaire de l'espace
- 1er avril : Toushou Daimos
- 2 avril : Esu Efu Saiyūki Sutājingā (ja)
- 4 avril : Conan, le fils du futur
- 10 avril : Ikkyū-san (ja), Ikkyū-san (ja)
- 6 mai : Manga Hajimete Monogatari (ja), Manga Hajimete Monogatari (ja)
- 3 juin : Marc et Marie, Muteki Kōjin Daitān 3 (ja)
- 4 juin : Hoshi no Ōjisama Puchi Puransu (en)
- 27 juillet : Uchū Majin Daikengo (ja)